# Ea Nuôl
Ea Nuôl là một xã thuộc tỉnh Đắk Lắk, Việt Nam.

## Địa lý
Xã Ea Nuôl có vị trí địa lý:
- Phía đông và phía nam giáp thành phố Buôn Ma Thuột
- Phía tây giáp tỉnh Đắk Nông với ranh giới là sông Srêpốk
- Phía bắc giáp các xã Cuôr Knia, Ea Bar, Tân Hòa.

Xã Ea Nuôl có diện tích 67,73 km², dân số năm 1999 là 8.591 người, mật độ dân số đạt 127 người/km².

## Hành chính
Xã Ea Nuôl được chia thành 7 thôn: An Phú, Hòa An, Hòa Nam 1, Hòa Nam 2, Hòa Phú, Hòa Thanh, Tân Phú và 7 buôn: Ea Mdhar 1A, Ea Mdhar 1B, Kô Đung A, Kô Đung B, Niêng 1, Niêng 2, Niêng 3.

## Lịch sử
Năm 1976, thành lập xã Ea Nuôl thuộc thị xã Buôn Ma Thuột.
Ngày 21 tháng 1 năm 1995, Chính phủ ban hành Nghị định số 08/CP về việc chuyển xã Ea Nuôl thuộc thành phố Buôn Ma Thuột về huyện Ea Súp quản lý.
Ngày 7 tháng 10 năm 1995, Chính phủ ban hành Nghị định số 61-CP về việc chuyển xã Ea Nuôl thuộc huyện Ea Súp về huyện Buôn Đôn mới thành lập quản lý.
Ngày 13 tháng 8 năm 2021, HĐND tỉnh Đắk Lắk ban hành Nghị quyết số 35/NQ-HĐND về việc:
- Sáp nhập thôn Ea Mdhar 3 vào buôn Ea Mdhar 1A.
- Sáp nhập thôn Tân Thanh và thôn Ea Mdhar 2 thành thôn An Phú.

Ngày 20 tháng 12 năm 2021, HĐND tỉnh Đắk Lắk ban hành Nghị quyết số 42/NQ-HĐND về việc sáp nhập thôn Đại Đồng vào thôn Hòa An.